# Liste des sites Ramsar en Sierra Leone
Cet article recense les zones humides de Sierra Leone concernées par la convention de Ramsar.

## Statistiques
La convention de Ramsar est entrée en vigueur en Sierra Leone le 13 avril 2000.
En janvier 2020, le pays compte 1 site Ramsar, couvrant une superficie de 2 950 km2.

## Liste
| Site                                   | Zone  | Notes | Date             | Superficie (km²) | Altitude (m) | Identifiant Ramsar | Identifiant WDPA | Coordonnées                        | Photo |
| -------------------------------------- | ----- | ----- | ---------------- | ---------------- | ------------ | ------------------ | ---------------- | ---------------------------------- | ----- |
| Estuaire de la rivière de Sierra Leone | Ouest |       | 13 décembre 1999 | 2 950,00         |              | 1014               | 198331           | 8° 37′ 01″ nord, 13° 03′ 00″ ouest |       |